# Karzeł Psów Gończych II
Karzeł Psów Gończych II – karłowata galaktyka sferoidalna znajdująca się w konstelacji Psów Gończych w odległości około 490 tys. lat świetlnych od Ziemi. Galaktyka ta jest członkiem Grupy Lokalnej oraz satelitą Drogi Mlecznej. Karzeł Psów Gończych II został odkryty w 2006 roku w przeglądzie Sloan Digital Sky Survey przez zespół astronomów pod kierownictwem V. Belokurova.